# Сидорчук, Семён Юлианович
Семён Юлианович Сидорчук (род. 1 сентября 1882 в Российской империи, в городе Кобрин Гродненской губернии, ум. весной 1932 в Польше) — русский архитектор.

## Образование
После окончания реального училища в Вильне (1900) учился в Петербургском институте гражданских инженеров, который окончил с золотой медалью в 1907 г.

## В Царском Селе
С 1909 г. работал в Дворцовом управлении Царского Села. Уездный инженер при Царскосельском земстве. Проектировал больницы, школы, мосты, дороги, частные дома. В 1913-1917 гг. по указу императора Николая II проектирует и строит здание Государевой Ратной палаты —  Музей истории русских войн. По его проекту в 1915 г. была возведена деревянная церковь иконы Божией Матери «Утоли моя печали» на Царскосельском Братском кладбище. В 1917 г. был мобилизован на военную службу и направлен в Воронеж на строительство фабрики взрывчатых веществ.
Значительные работы, выполненные в этот период:
- Строительство по собственному проекту стрельбища для Лейб-гвардии гусарского полка в Царском Селе.
- Создание проекта и строительство здания Ратной палаты для военного музея в Царском Селе.
- Создание проекта и строительство деревянной церкви на воинском Братском кладбище (Царское Село).
- Эксплуатационное управление и развитие канализации сети Царского Села и станции биологической очистки стоков.
- Проекты расширения дворцового (городского) госпиталя и санатория для туберкулезных детей в Царском Селе.
- Съёмка и план выравнивания парка в Царском Селе.
- Строительство нескольких частных вилл.
- Проектирование и строительство дорог и мостов в Царскосельском уезде.
- Проектирование и строительство армейских казарм и радиотелеграфной станции.
- Проектирование и строительство больничных и школьных зданий в Царскосельском уезде.
- Строительство и оборудование госпиталей Красного Креста и военных госпиталей во время войны.
- Строительство банка и почты при станции Воейково.

В 1918 г. с приходом к власти большевиков уехал в Киев, а в 1919 г. вернулся в родной город Кобрин, вошедший в состав Полесского воеводства Польши.

## В Полесском воеводстве
В 1920 г. стал заместителем уездного инженера Кобринского уезда. Служил в дорожно-мостовом отделе 4-й польской армии. Отстраивал сожженные мосты в Брестской крепости. С 1923 г. до ноября 1925 г. работал старшим референтом Полесской окружной Дирекции общественных работ. С 1925 по 1928 г. главный архитектор города Бреста.
Автор проектов:
- государственное дорожное управление в Лунинце,
- электростанция в Кобрине,
- жилой квартал для государственных служащих в Кобрине,
- «Новый квартал» для государственных служащих в Бресте,
- Касса больных в Бресте,
- трехэтажное здание еврейской школы Талмуд-Тора (Брест),
- железнодорожная школа в Бресте.

По его проектам были реконструированы торговые ряды в Кобрине и Бресте, а также здание казармы под школу в Бресте.

## В Волынском воеводстве
В 1928 г. переехал в город Ровно в Волынском воеводстве Польши. С 1928 по 1930 гг. работает главным архитектором города, а также занимается частной практикой. Автор проекта «Волынских торгов» в Ровно (1930 г.). В середине 1930 г. становится главным архитектором Ковеля. В 1932 г. принимал участие в конкурсе на главного архитектора Луцка. Умер весной 1932 г.
Автор проектов:
- дом украинской гимназии им. М. Дубецкого в Ровно,
- главный павильон «Волынских торгов» (Ровно),
- городская электростанция в Ровно,
- канализация в Ровно,
- мост через р. Устя,
- многоквартирные жилые дома (Ровно),
- типовые дома для поселка Ратно.

По его проектам реконструирована школа им. Сенкевича и перестроен дом городского управления в Ровно. Составил проекты застроек нескольких кварталов в Ковеле и Ровно.

## Знаменитые сооружения
- Здание Ратной палаты в Царском Селе (Санкт-Петербург), 1913-1917 гг.
- Церковь иконы Божией Матери «Утоли моя печали» в Царском Селе (Санкт-Петербург), 1915 г. Снесена в 1938 г.

## Награды
В 1911 г. награждён орденом Св. Станислава 3-й степени.
В 1915 г. награждён орденом Св. Анны 3-й степени.
В 1915 г. награждён орденом Св. Станислава 2-й степени.